# Haageocereus chalaensis
Haageocereus chalaensis ist eine Pflanzenart in der Gattung Haageocereus aus der Familie der Kakteengewächse (Cactaceae). Das Artepitheton chalaensis verweist auf das Vorkommen der Art bei Chala.

## Beschreibung
Haageocereus chalaensis wächst niederliegend mit zahlreich verzweigten, weit ausgebreiteten, graugrünen Trieben, die bei Durchmessern von 4 bis 5 Zentimetern eine Länge von bis zu 1 Meter erreichen. Es sind zwölf bis 19 Rippen vorhanden, die 3 bis 4 Millimeter hoch sind. Die nadelartigen Dornen sind bräunlich. Von den etwa 15 meist 5 bis 10 Millimeter langen Mitteldornen sind ein bis drei deutlich länger. Die etwa 30 nadeligen Randdornen besitzen eine Länge von 5 bis 7 Millimeter.
Die Blüten sind weiß, die Früchte rot. Die Früchte weisen eine Länge von 2,5 bis 4 Zentimeter auf.

## Verbreitung und Systematik
Haageocereus chalaensis ist in Peru in der Region Arequipa bei Chala verbreitet.
Die Erstbeschreibung erfolgte 1981 durch Friedrich Ritter. Haageocereus chalaensis ist eng mit Haageocereus decumbens verwandt und eventuell sogar artgleich.

## Nachweise